# Photograph (アルバム)
『Photograph』（フォトグラフ）は、テレビアニメ『おねがい☆ツインズ』のサウンドトラックアルバムである。2005年2月23日にLantisから発売された。
音楽はAifmade+が担当している。

## 概要
- 前作『Esquisse』から約1年2ヶ月ぶりのリリースとなる。
- オープニングテーマ、エンディングテーマのTVサイズバージョンの他、当時DVD初回盤に付属するサウンドトラックCDのみに収録されていたBGMが収録されている。

## 収録曲

### Disc 1
- 2～31曲目 作曲：feel

1. Second Flight (TV Size)
作詞：KOTOKO / 作曲・編曲：高瀬一矢 / 歌：KOTOKO&佐藤裕美
2. 神城麻郁A
3. 神城麻郁B
4. 宮藤深衣奈A
5. 宮藤深衣奈B
6. 小野寺樺恋A
7. 小野寺樺恋B
8. 森野苺A
9. 森野苺B 元気
10. 織部椿
11. 島崎康生
12. 風見みづほ
13. 四道晴子A
14. 四道晴子B
15. 四道跨A
16. 四道跨B
17. 神城麻郁A (メロ抜き)
18. 神城麻郁B (メロのみ)
19. 宮藤深衣奈A (PAD抜き)
20. 宮藤深衣奈B (PAD抜き)
21. 小野寺樺恋A (melo抜き)
22. 森野苺A (melo抜き)
23. 森野苺A (リズム抜き)
24. 森野苺B (melo抜き)
25. 織部椿 (melo抜き)
26. 織部椿 (リズム抜き)
27. 島崎康生 (melo抜き)
28. 風見みづほ (melo抜き)
29. 四道晴子B (クラリネットだけ)
30. 四道跨A (melo抜き)
31. 四道跨B (meloだけ)
32. 明日への涙 (TV Size)
作詞：KOTOKO / 作曲・編曲：中沢伴行 / 歌：川田まみ

### Disc 2
- 1～6, 14, 15曲目 作曲：細井聡司
- 7～9, 17～20曲目 作曲：ZIZZ
- 10～13, 16, 21～27曲目 作曲：feel

1. 湖
2. 田園
3. 夏空
4. 夏空 (オルゴール)
5. 夏空 (悲しみ)
6. 緑
7. 朝
8. 昼-A
9. 昼-B
10. 常夏
11. ツインズA
12. ツインズB
13. ツインズCミディアム
14. 風
15. 沖縄
16. 学校・休み時間
17. 夕方
18. 夜
19. 雨-A
20. 雨-B
21. 不安な気持ち
22. 少しうれしい
23. 少し悲しい
24. 忘れられない
25. 悩み
26. 想い出 (デート)
27. 登下校
28. Photograph
作詞・作曲・編曲：上松範康 / 歌：佐藤裕美